# Arthez-d'Asson
Arthez-d'Asson är en kommun i departementet Pyrénées-Atlantiques i regionen Nouvelle-Aquitaine i sydvästra Frankrike. Kommunen ligger i kantonen Nay-Ouest som tillhör arrondissementet Pau. År 2022 hade Arthez-d'Asson 458 invånare.

## Befolkningsutveckling
Antalet invånare i kommunen Arthez-d'Asson
| Referens: INSEE |